# Ogy, Moselle
Ogy là một xã trong vùng hành chính Lorraine, thuộc tỉnh Moselle, quận Metz-Campagne, tổng Pange. Tọa độ địa lý của xã là 49° 06' vĩ độ bắc, 06° 18' kinh độ đông. Ogy nằm trên độ cao trung bình là 252 mét trên mực nước biển, có điểm thấp nhất là 242 mét và điểm cao nhất là 281 mét. Xã có diện tích 3,74 km², dân số vào thời điểm 1999 là 439 người; mật độ dân số là 117 người/km².

## Thông tin nhân khẩu
| 1962 | 1968 | 1975 | 1982 | 1990 | 1999 |
| ---- | ---- | ---- | ---- | ---- | ---- |
| 90   | 92   | 131  | 132  | 255  | 439  |